# Allium hamedanense
Allium hamedanense — вид рослин з родини амарилісових (Amaryllidaceae); ендемік Ірану.

## Опис
Цибулини стиснено-яйцюваті, 2–3 см завдовжки і в діаметрі, зовнішні оболонки бурі. Стеблина ± конічна, гнучка, гладка, довжиною 4–6(8) см над землею, вище 7–8 мм і нижче 5–6 мм в діаметрі, зелена. Листків 1–2, від яйцюватих до вузько-ланцетоподібних, товсті, край червоно-коричневий, 8–14 см завдовжки та 2–4.5 см завширшки, сиві, дуже тьмяні. Суцвіття дуже щільні, 2 см у висоту та 3–4 см у діаметрі. Квітки воронкоподібно-зірчатої форми; цвітіння в травні — червні. Листочки оцвітини завдовжки 7–8 мм, шириною до 2.5 мм, темно-бордово-червонуваті, з непомітною зеленуватою серединною жилкою. Тичинкові нитки темно-бордово-червонуваті, пиляки рожевувато-коричневі; пилок жовтий.

## Поширення
Ендемік північного Ірану.